# Kilgore Trout
Kilgore Trout è un personaggio immaginario creato dallo scrittore statunitense Kurt Vonnegut. Trout viene descritto come uno squattrinato scrittore di fantascienza che vive pubblicando racconti (in certo modo geniali) che vengono usati come riempitivo in riviste pornografiche.
Ispirandosi al personaggio di Vonnegut, Philip José Farmer pubblicò con questo pseudonimo il romanzo Venere sulla conchiglia, che per temi e forma della narrazione riprende proprio lo stile che Vonnegut attribuisce al suo personaggio.

## Il personaggio di Vonnegut
Il personaggio Kilgore Trout di Vonnegut sarebbe, secondo alcuni, ispirato allo scrittore Theodore Sturgeon per via della assonanza del nome Kilgore - Theodore e del significato del cognome Trout (trota) - Sturgeon (storione). Trout appare in numerose opere di Vonnegut, con diversi ruoli. Compare in secondo piano in Dio la benedica, Mr. Rosewater, Mattatoio n. 5 e in Dio la benedica, dottor Kevorkian; ha invece un ruolo centrale in La colazione dei campioni, Galapagos, Un pezzo da galera e Cronosisma. Viene rappresentato come uno scrittore di fantascienza di scarso successo, i cui racconti (minimalisti, cinici e pessimisti, ma in qualche modo geniali) sono utilizzati come riempitivi di riviste pornografiche. Ha un unico grande fan, il miliardario Eliot Rosewater (un altro dei personaggi ricorrenti nell'opera di Vonnegut), che lo considera "il più grande scrittore statunitense vivente" e lo vorrebbe Presidente della Terra. A seconda dei casi, Trout sembra apparire come una figura paterna (per esempio nella parte conclusiva de La colazione dei campioni) o come un alter ego dello stesso Vonnegut (le lodi di Rosewater a Trout sono probabilmente eco di quelle dei fan di Vonnegut). Nel prologo di Cronosisma Vonnegut definisce esplicitamente Trout come suo alter ego, dichiarando in un altro capitolo di trovarlo utile per inserire nei suoi romanzi le idee per racconti brevi che un tempo scriveva per i settimanali, e che con l'avvento della tv non trovavano più pubblicazione.
I dati biografici di Trout sono riportati da Vonnegut in modo non sempre coerente. Secondo La colazione dei campioni, Trout sarebbe nato nel 1907 e morto nel 1981; secondo Cronosisma, queste date sarebbero spostate a 1917 e 2001 e Trout è nato nelle Bermuda dove suo padre Raymond stava lavorando alla tesi di dottorato
.  Nell'articolo Requiem for a Dreamer per la rivista In These Times del 15 ottobre 2004, Vonnegut ha "riportato" il suicidio di Trout a mezzanotte dello stesso giorno. Trout si sarebbe suicidato dopo aver saputo da un veggente che George W. Bush avrebbe vinto anche le elezioni presidenziali del 2004.
In Cronosisma Trout dichiara a Vonnegut: "Mio padre uccise mia madre quando avevo dodici anni".
In Un pezzo da galera compare un Kilgore Trout ancora diverso: è ancora uno scrittore di bizzarri racconti di fantascienza ma detenuto in un carcere di minima sicurezza - nel quale si trova gran parte dei condannati per l'affare Watergate - come unico condannato all'ergastolo per diserzione nella guerra di Corea. 
In Hocus Pocus ha un ruolo importante per il protagonista il racconto I protocolli degli Anziani di Tralfamadore pubblicato in maniera anonima sulla rivista Black Garterbeld.; Tralfamadore è anche il pianeta che compare in Le sirene di Titano ed è dove avvenivano i viaggi di Billy Pilgrim in Mattatoio n. 5.
Nella versione cinematografica della Colazione dei campioni (1999), Trout fu interpretato da Albert Finney.
Nel libro Galápagos appare Leon Trotski figlio di Kilgore. Leon ha disertato dal Corpo dei Marines, dopo un episodio di guerra nel Vietnam particolarmente cruento che lo ha costretto in ospedale. Ottiene asilo politico in Svezia dove muore in un incidente sul lavoro in un cantiere navale mentre sta lavorando alla costruzione della Bahia de Darwin. Nel libro viene raccontato che Leon è scappato di casa a sedici anni, dopo che la madre e moglie di Kilgore li aveva lasciati.

## L'autore diVenere sulla conchiglia
Nel 1975 fu pubblicato da Farmer, sotto lo pseudonimo di Kilgore Trout, il romanzo Venere sulla conchiglia (Venus on the Half-Shell), che riprendeva molti degli elementi stilistici attribuiti da Vonnegut a Trout (specialmente ne La colazione dei campioni). Il racconto di Farmer è costruito attorno a due pagine riprese letteralmente da Dio la benedica, signor Rosewater attribuite da Vonnegut al suo Trout. Originariamente, Venere fu attribuito a Vonnegut, e Vonnegut commentò la cosa dicendo di "non esserne divertito". In seguito spinse perché le pubblicazioni successive del romanzo avvenissero con il nome di Farmer come autore, rifiutando così l'omaggio che questi gli aveva fatto.

## Influenza culturale
Nel romanzo La terra sotto i suoi piedi dello scrittore indiano naturalizzato britannico Salman Rushdie, ambientato in un ipotetico mondo parallelo al nostro, Kilgore Trout viene citato come scrittore di fantascienza di successo.
Nell'undicesimo episodio della terza stagione della serie Scrubs sulla lavagna del direttore sanitario (Perry Cox) compare, nell'angolo in alto a destra, la scritta "K. TROUT" (da 15'10" a 15'47" della versione italiana su DVD).
Kilgore Trout e l'autore vengono citati nella serie Criminal Minds, in un dialogo tra Emily Prentiss e Derek Morgan all'inizio del sedicesimo episodio della seconda stagione, Note mortali. Nel dialogo vengono nominati i due libri Mattatoio n. 5 e Madre Notte; nell'introduzione di quest'ultimo viene citato il passo "noi siamo quel che facciamo finta di essere, sicché dobbiamo stare molto attenti a quel che facciamo finta di essere".